# HD149212
HD149212 — хімічно пекулярна зоря спектрального класу B9, що має видиму зоряну величину в смузі V приблизно  5,0.
Вона  розташована на відстані близько 491,2 світлових років від Сонця.

## Фізичні характеристики
Зоря HD149212 обертається 
дуже швидко 
навколо своєї осі. Проєкція її екваторіальної швидкості на промінь зору становить  Vsin(i)=154км/сек.